# Isolant thermique
 (novembre 2007).
Si vous disposez d'ouvrages ou d'articles de référence ou si vous connaissez des sites web de qualité traitant du thème abordé ici, merci de compléter l'article en donnant les références utiles à sa vérifiabilité et en les liant à la section « Notes et références ».
Pour les articles homonymes, voir Isolant.

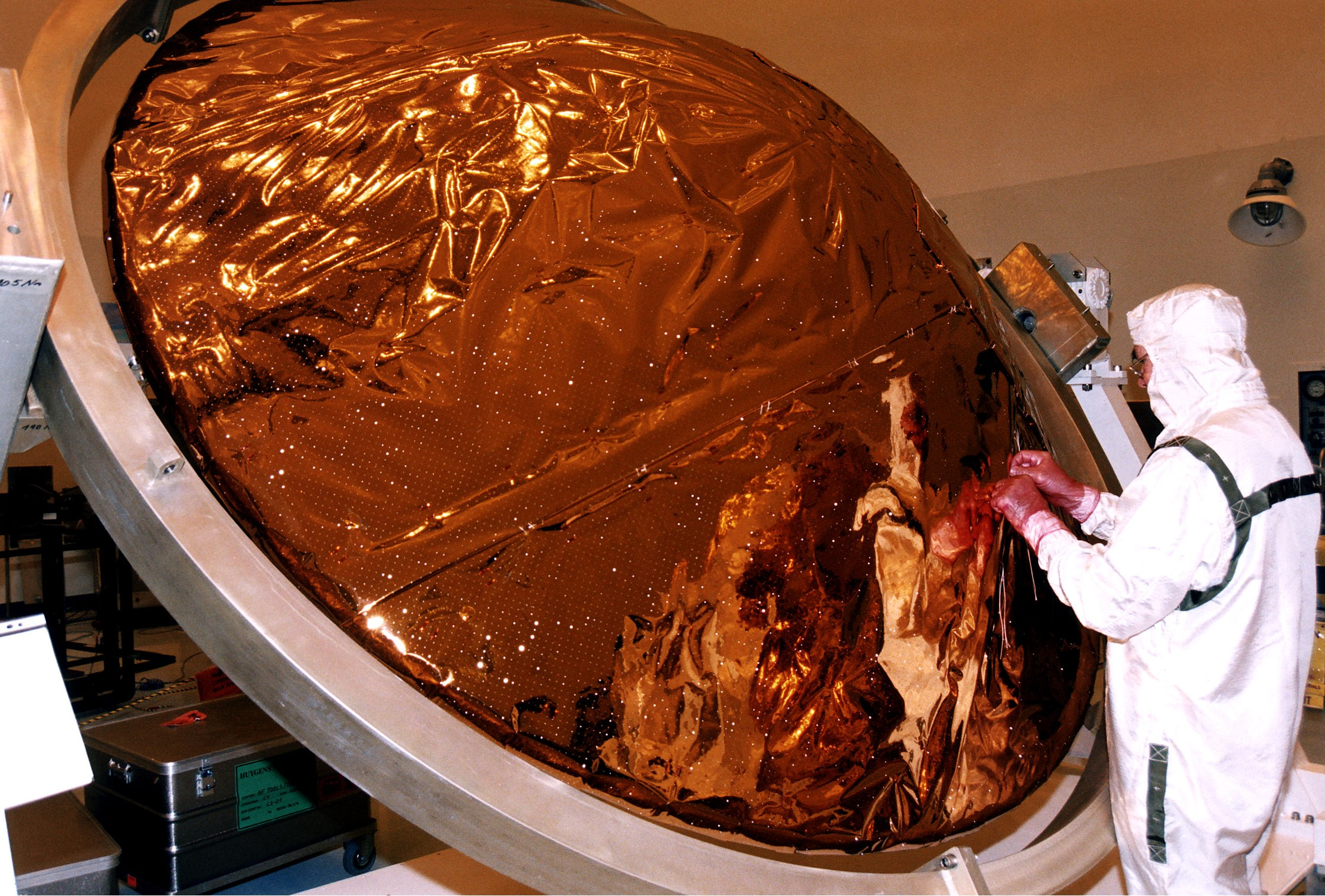
Isolant thermique sur la sonde spatiale Huygens.

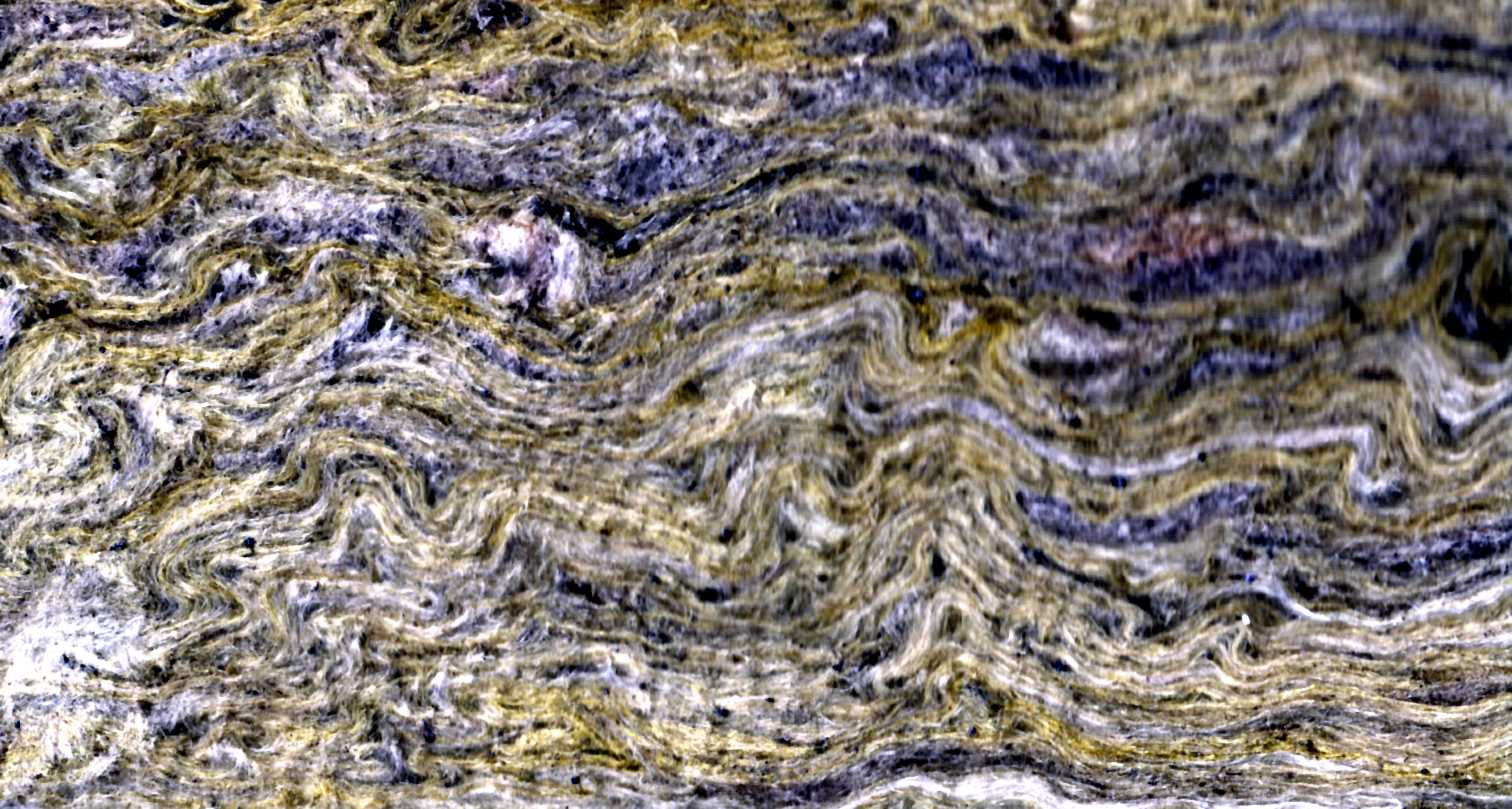
Laine de roche - grossissement.

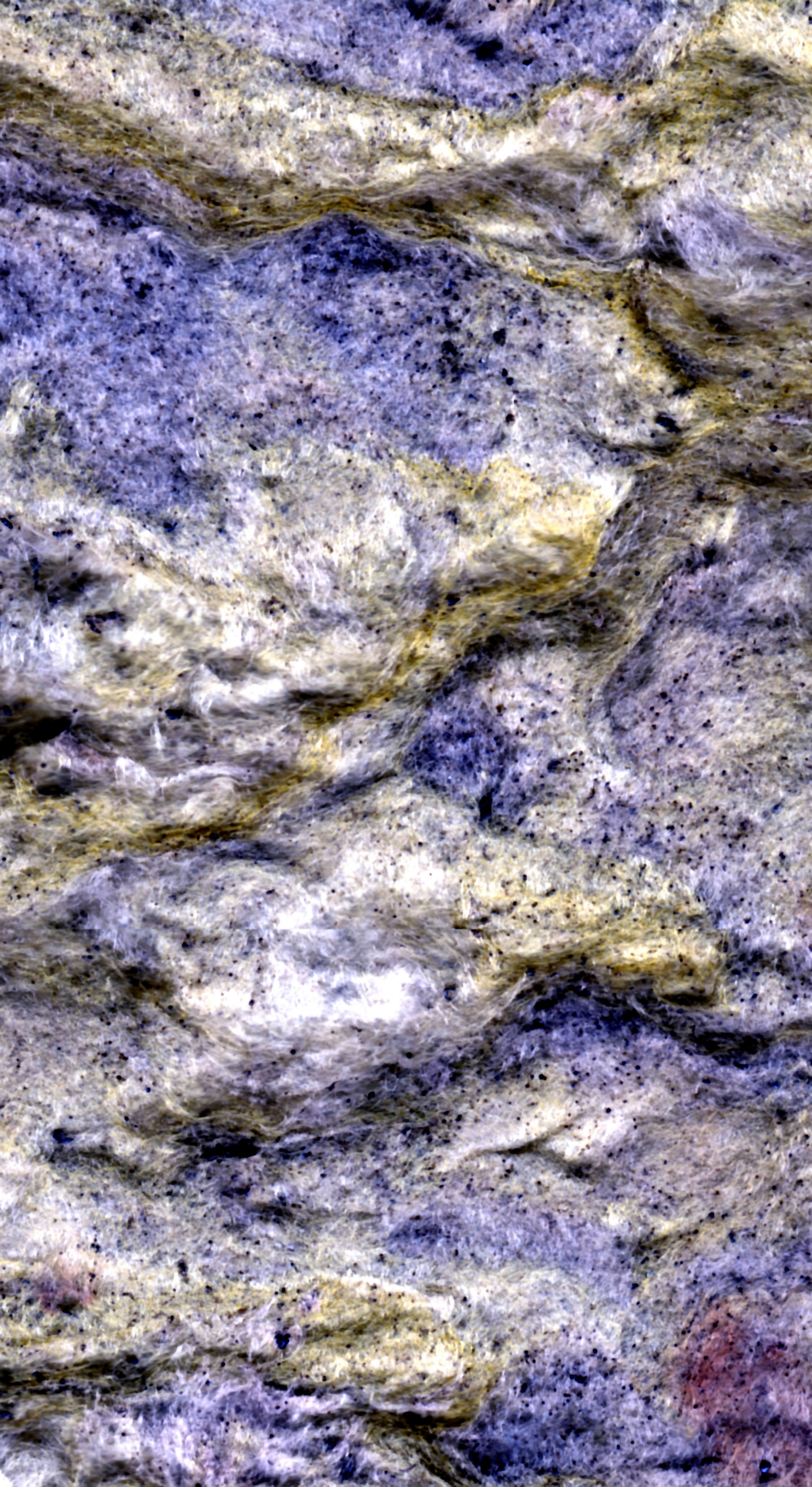
Laine de roche - grossissement plus fort.

Un isolant thermique est un matériau ayant une faible conductivité thermique, c'est-à-dire capable d'opposer au flux thermique qui le traverse une grande résistance thermique.
En construction, l'isolant permet d'assurer une bonne isolation thermique du bâtiment en réduisant les fuites de chaleur (refroidissement) ou l'entrée de la chaleur (« garde au frais »). Une isolation thermique performante est traduite par l'utilisation d'un isolant à conductivité thermique (λ) basse (jusqu'à 40 cm d'isolant avec λ = 0,04 W m−1 K−1 selon le critère des maisons passives, qui permet d'obtenir une résistance thermique de 10 m2 K W−1). En outre, pour une performance globale des parois, il est nécessaire d'éviter les ponts thermiques. L'isolation thermique est l'un des investissements d'économies d'énergie des plus rentables, notamment dans la construction neuve, et peut être considérée comme l'équipement ayant la plus longue durée de vie (plus de 100 ans pour les bons isolants de parois opaques).
On construit ainsi, dans les pays septentrionaux, des constructions de type passives en énergie (selon les critères Passivhaus ou Minergie), notamment en Allemagne, Pays-Bas, Autriche et Suisse, qui ne nécessitent plus de chaudière. Les constructions à énergie positive produisent même davantage d'énergie qu'elles n'en consomment (notamment par export d'électricité sur les réseaux publics de distribution d'électricité).
La conductivité thermique est déterminante dans les échanges thermiques hivernaux des parois, mais dans les échanges thermiques estivaux des parois subissant le rayonnement solaire, c'est la diffusivité thermique qui est primordiale.

## Principaux isolants thermiques
Les principaux isolants thermiques utilisés pour l’isolation des murs, planchers et toitures sont :
- le chanvre, le béton de chanvre, la brique de chanvre ;
- le coton fabriqué à partir de jeans recyclés, stable dans le temps, bon déphasage, régulation de l'humidité, très bonnes propriétés acoustiques ;
- la laine de mouton, bonne résistance au feu ;
- la laine de verre : bon marché, proposée en panneaux ou en rouleaux[1] ;
- la laine de roche : laine minérale, elle ne fond pas au contact de la flamme ; la laine de roche provoque des fibroses pulmonaires (prouvé chez l'animal)[2] ;
- la laine de bois : fibre de bois sous forme flexible à rigide. Elle est inflammable ;
- la ouate de cellulose : fabriqué à partir de journaux recyclés, bon déphasage, prix inférieur aux laines minérales ;
- la paille, est inflammable. La solomite est à base de paille ;
- la perlite : Roche d'origine volcanique, ininflammable ;
- les mousses de polymère :
  - polyuréthane : faible conductivité thermique initiale, chère, elle est très stable dans le temps et inflammable,
  - polyisocyanurate : faible conductivité thermique, elle est stable dans le temps, résiste mieux au feu et est recyclable avec récupération d'énergie,
  - polystyrène expansé : il présente les avantages des polymères et de l'air. Léger, rigide, fragile, facile à découper, il doit être protégé des rongeurs, ne nécessite pas de pare-vapeur. Il se présente en plaques incompressibles pour l’isolation des dalles flottantes et est très inflammable,
  - polystyrène extrudé (styrodur, depron), il est très inflammable,
  - mousse phénolique : mousse polymère dont la conductivité thermique initiale est la plus faible parmi les mousses commerciales les plus courantes, résiste très bien au feu mais engendre des problèmes non négligeables de corrosion dus à l'acide qu'elle contient ;
- les polymères : plastique, caoutchouc… ;
- l'air emprisonné : dans les fils d'un vêtement, des fibres non tissées, les plumes ou poils d'un animal, un double vitrage… ;
- les aérogels : conductivité thermique très faible entre 12 et 18 mW m−1 K−1 et très cher ;
- les panneaux isolants sous vide (PIV): conductivité thermique extrêmement faible (entre 4 et 8 mW m−1 K−1) mais très chers ;
- les silicate de calcium : un matériau isolant actif inorganique, hygroscopique et capillaire. Il est composé de silicate de calcium hydraté et des fibres de renforcement[3]. Sa conductivité varie avec la température entre 0,1 et 0,2 W m−1 K−1[4].

Cette différence entre isolants s'explique par l’air emprisonné.
Pour les applications à hautes températures, on utilise en général des isolants céramiques.
On trouve dans le commerce divers produits (pas toujours nouveaux) présentés comme ayant des résistances thermiques très supérieures aux isolants listés ci-dessus. Leur efficacité ou durabilité n’est généralement pas prouvée, pour un prix souvent très élevé,.

## Isolation et inertie
L'isolation d'un bâtiment doit être envisagée selon
- la résistance thermique ou le coefficient de transfert thermique ;
- son déphasage thermique ; c'est-à-dire la capacité des matériaux composant l'enveloppe de l'habitation à ralentir les transferts de chaleur notamment du rayonnement solaire estival (déphasage thermique, utile par exemple en été pour empêcher la pénétration de l'énergie du rayonnement solaire le jour et la rejeter la nuit).

Ce déphasage thermique est en rapport avec la diffusivité thermique des matériaux. Elle existe pour la laine de verre, qui à haute densité aura une diffusivité thermique plus grande qu'à basse densité. Quoi de plus logique en théorie mais pensons-y lors de la construction ou de la rénovation d'une habitation (hors habitat bioclimatique qui valorise fortement le déphasage thermique). Pour ce qui est des murs, le déphasage thermique pose quelques problèmes selon la diffusivité des matériaux utilisés (hormis pour le cas d'une isolation par l'extérieur avec isolants à bonne diffusivité) que dans le cas de l'isolation des combles. Pour les combles, comme la couverture ne freine que peu le transfert de chaleur, la diffusivité thermique des matériaux isolants est dès lors beaucoup plus importante. Toutefois, cet avantage est complètement réduit dès que les combles sont munis de fenêtres.

## Isolation thermique pour le bâtiment
Ci-dessous sont comparés plusieurs matériaux fréquemment utilisés dans le bâtiment et dont les conductivités thermiques varient. Pour chaque matériau on indique l'épaisseur nécessaire pour obtenir une résistance thermique de 3 m2 K W−1
| Matériaux                                      | Épaisseur[réf. nécessaire] (en cm) pour R = 3 m2 K W−1 | Diffusivité (en m2/s) |
| ---------------------------------------------- | ------------------------------------------------------ | --------------------- |
| isolant sous vide                              | 2,4                                                    |                       |
| aérogel                                        | 3,6                                                    |                       |
| Polyuréthane                                   | 7 - 9                                                  |                       |
| Polyisocyanurate                               | 7                                                      |                       |
| Laine de verre                                 | 9 - 12                                                 |                       |
| Polystyrène expansé                            | 9 - 12                                                 |                       |
| Polystyrène extrudé (depron)                   | 10 - 12                                                |                       |
| Laine de roche                                 | 10 - 12                                                |                       |
| Ouate de cellulose                             | 11 - 12,5                                              |                       |
| Laine de lin                                   | 11 - 12,5                                              |                       |
| Bois expansé ou laine de bois ou fibre de bois | 12 - 13,5                                              |                       |
| Chanvre en vrac                                | 12                                                     |                       |
| Liège expansé                                  | 13,5                                                   |                       |
| Paille                                         | 16,5 - 22,5 [r2 au 2,5 cm] testé en laboratoire        |                       |
| Panneau de particules                          | 33                                                     |                       |
| Brique Monomur                                 | 33                                                     |                       |
| Brique de chanvre 280 kg/m3 (Hestia isolation) | 19                                                     |                       |
| Béton cellulaire                               | 42 - 70                                                |                       |
| Bois lourd                                     | 60                                                     |                       |
| Parpaings creux                                | 280                                                    |                       |
| Briques pleines                                | 300                                                    |                       |
| Pierre calcaire                                | 420                                                    |                       |
| Granit                                         | 840                                                    |                       |

## Recherche et prospective
La recherche est très active dans le domaine de l'architecture bioclimatique, HQE et des écomatériaux (briques Mono mur, bétons isolants utilisant des matériaux naturels et renouvelables, matériaux à bonne diffusivité thermique avec ou sans isolation par l'extérieur).
Côté industriels, on a réussi à produire des panneaux isolants solides et de grande taille (murs et toitures de hangars industriels) mais difficiles à recycler et dont les isolants peuvent poser un problème pour l'environnement ou de toxicité en cas d'incendie.
On cherche par ailleurs à réduire l'épaisseur des isolants au moyen de stratégies ou de matériaux technologiques nouveaux.
On cherche par exemple à imiter les capacités isolantes de fourrures ou plumages d'animaux, ou à réduire l'air ou le gaz isolant en l'emprisonnant mieux dans un matériau nanoporeux et isolant, de manière à piéger l'air ou un gaz encore moins conducteur, dans des cavités plus petites que celles permettant sa libre circulation (ouvertures entre pores inférieures à 70 nanomètres s'il s'agit d'air). Ces matériaux sont parfois fragiles ou sensibles à l'humidité (micro-capillarité).
On teste des poudres de silice. Les aérogels forment des isolants exceptionnels, mais encore trop fragiles.
En particulier des isolants nanostructurés et conservant un vide d'air sont à l'étude, d'autres sont emplis de gaz rares thermiquement plus neutres que l'air. Une solution intermédiaire consiste à piéger un gaz à basse pression dans un matériau nanoporeux. Mais ces matériaux sont encore des produits récents ou de laboratoires, ne bénéficiant pas encore d'un retour d'expériences suffisant pour garantir leur durabilité. Leurs écobilans nécessitent aussi d'être approfondis et comparés à ceux d'autres isolants plus classiques.
Les fabricants d'isolants industriels cherchent aussi à rendre leurs matériaux moins nocifs pour l'environnement. Ainsi les CFC autrefois utilisés (HFC, HFA) dans certaines mousses isolantes (polyuréthanes) pourraient peu à peu être remplacés par du pentane, voire du CO2, comme le krypton et l'argon ont commencé à remplacer l'air des doubles vitrages, dont le coefficient d'isolation peut être encore renforcé en les remplaçant par des triples ou quadruples vitrages, dont les verres peuvent ne pas être tout à fait parallèles (meilleure isolation phonique).
Des vitrages et panneaux rigides où l'air est remplacé par du vide ou quasi-vide sont testés, mais on ignore encore leur capacité à maintenir ce vide à long terme.
La recherche a aussi progressé dans l'isolation des grands froids et en matière de substituts à l'amiante contre les très hautes températures, avec par exemple des parois de (vermiculite noyée dans un liant, des fibres minérales, dont des tissus mono- ou multicouches isolants, utilisant du feutre de fibres aiguilleté de silice en sandwich entre des couches de tissu de silice), protégeant efficacement contre des températures de plus de 1 000 °C.